# Самоубийства ЛГБТ
Самоубийства ЛГБТ — социальное явление, привлекшее внимание исследователей в силу того, что, согласно статистическим данным, гомосексуальные и бисексуальные люди в несколько раз чаще совершают попытки самоубийства, чем гетеросексуалы, а вероятность попытки суицида у трансгендерных людей — в десятки раз выше, чем у остального населения. Особенно подвержены суициду ЛГБТ-подростки. Для профилактики суицида среди ЛГБТ во многих странах создаются специальные «горячие линии» и проекты, учитывающие потребности данной категории людей.

## Характеристика и причины
Самоубийства среди гомосексуалов описываются в науке ещё со времён Магнуса Хиршфельда. Причиной добровольного ухода из жизни гомосексуальных людей может стать постоянная необходимость скрывать свою сексуальную ориентацию и вести двойную жизнь, страх разоблачения, ведущего к социальному краху, или даже физическая агрессия. Высокая степень попыток суицида среди гомосексуальных людей и сегодня во многом связана с влиянием гетеросексистского и гомофобного окружения, препятствующего гомосексуалам принятию собственной сексуальности и её интеграции в повседневность.
Злоупотребление психоактивными веществами также может вносить свою роль в усилении суицидальных мыслей. Для борьбы с проблемой алкогольной и наркотической зависимости у ЛГБТ-людей необходимы специальные программы, целенаправленно ориентированные именно на эту категорию людей, так как общие программы, не учитывающие потребности ЛГБТ, часто пропускают суть такой зависимости.
Некоторые гомосексуалы пытаются освободиться от чувства отчуждения и изоляции путём активного участия в ЛГБТ-движении, но сопротивление обществу часто только усиливает эти чувства и обостряет суицидальные мысли.
Неудачный опыт репаративной терапии также может быть связан с суицидальным поведением среди негетеросексуалов.
Особенно склонны к суициду молодые люди, только осознающие, что их сексуальные интересы отличаются от интересов их сверстников, и не получившие помощи в этот кризисный период их жизни. Отчуждение от сверстников и собственной семьи, страх своих сексуальных желаний, чувство вины и ненависти к себе создают для многих ЛГБТ-подростков невыносимое напряжение.
При этом риск суицида среди юных геев,лесбиянок и бисексуалов особенно велик, если они:
- слишком рано открыто признают свою гомосексуальность;
- подвергаются в связи с этим физическому и/или психическому насилию на почве гомофобии;
- пытаются решить свои проблемы с помощью психоактивных веществ;
- отвергаются своими семьями[7].

Наконец, суицидальные мысли у гомосексуальных людей могут также и не иметь никакого отношения к их сексуальной ориентации и быть вызваны совершенно другими причинами.

## Цифры и факты
Ещё в 1914 году Магнус Хиршфельд, исследовав около тысячи гомосексуальных мужчин и женщин, пришёл к выводу, что около 75 % из них хотя бы раз задумывались о самоубийстве, 25 % — пытались совершить его и 3 % его пациентов, действительно, довершили начатое. Другие исследователи конца XIX — начала XX годов также получили похожие цифры: по мнению Уоррена Йоханссона, в числе возможных причин, толкавших людей на такой шаг, являлись уголовное преследование за однополые контакты, шантаж, смерть любовника или давление в гетеросексуальном браке. Данные более современного The Gay Report (1977), опубликованного в США, также показали, что 40 % опрошенных мужчин и 39 % опрошенных женщин когда-либо всерьёз раздумывали о самоубийстве или совершали попытку самоубийства. Схожие выводы присутствуют и в дальнейших исследованиях.
Так, исследование, проведённое в штате Иллинойс в 1999 году на выборке из 103 близнецов, показало связь между гомосексуальностью и суицидальным поведением. В результатах было отмечено, что гомосексуалы предпринимали в 6,5 раза чаще, чем их близнецы, попыток самоубийства. С учётом поправки на приём психоактивных веществ и депрессию, разница в количестве попыток суицида составила 2,5 раза (см. также).
Согласно выводам исследования National College Health Assessment в 2008—2009 гг., в течение которого изучались данные 89199 человек в возрасте 18—24 лет, «во всех расовых/этнических группах ЛГБТ-лица были значительно более склонны причинить себе вред, переживать суицидальные мысли, совершать попытки самоубийства и находиться в депрессии, нежели лица, не принадлежащие к ЛГБТ». Аналогичные выводы сделаны и другими исследованиями молодых геев и лесбиянок.
Согласно исследованиям, от 20 до 30 % американских юношей-геев совершали попытки самоубийства, это гораздо больше, чем в любой другой социально-возрастной группе. В бывшей ГДР 36 % опрошенных гомосексуалов сказали, что думали о самоубийстве, а 13 % пытались его осуществить.
Исследования Департамента здравоохранения США, опубликованные в 1989 году, также показали, что гомосексуальные подростки в 2—3 раза чаще совершают попытки самоубийства, чем их гетеросексуальные сверстники. Ежегодно 30 % из всех самоубийств среди молодых людей совершаются молодыми геями и лесбиянками, а самоубийство стоит первым в списке причин их смерти.
Например, процент самоубийств и попыток самоубийств среди гомосексуальных подростков в США значительно превышает цифры, характерные для их гетеросексуальных сверстников. Согласно исследованиям, примерно одна пятая часть гомосексуальных подростков пытались покончить жизнь самоубийством. По данным Колумбийского университета, среди гетеросексуальных подростков число попыток самоубийства как минимум в 10 раз ниже (около 2 %). Столь высокий процент суицидов среди девушек-лесбиянок и юношей-геев исследователи связывают с недоброжелательной социальной атмосферой, окружающей ЛГБТ-подростков.
Согласно данным исследования Massachusetts Youth Risk Behavior Survey, изучавшего связь между сексуальной ориентацией и самоубийствами среди подростков, LGBTQ-подростки в 2,76 раза чаще наносили себе увечья и в 2,73 раза чаще предпринимали попытки самоубийств, чем их сверстники-гетеросексуалы. В анкетировании, проводимом в 2007 году, приняли участие 3131 человек. На 7 % подростков, отнёсших себя к гомосексуалам, пришлось 67 % всех случаев нанесений себе увечий и 80 % всех попыток самоубийств (см. также).

## Самоубийства трансгендерных людей
Опрос трансгендеров в Великобритании показал, что завершенный медицинский переход, значительно снижает частоту суицидальных мыслей и попыток, в отличие от тех, кто находится на других стадиях перехода (ожидание или начало перехода). 67% транс-людей больше думали о самоубийстве до перехода, тогда как только 3% думали о самоубийстве больше после своего перехода.
Тем не менее, частота самоубийств и попыток самоубийств, связанных с операциями по хирургической коррекции пола, все ещё выше, чем в среднем по популяции. Уровень самоубийств у постоперационных трансгендерных людей в 80 раз выше общего уровня самоубийств среди населения США. Аналогично высокий процент попыток самоубийств у трансгендерных людей констатируют и исследования из других стран, например, в Нидерландах. Доля лиц, пытавшихся совершить самоубийство, среди трансгендерных людей, планирующих операцию по хирургической коррекции пола, оценивается в 19—25 %. Исследования начала 2000-х годов дают ещё более высокие оценки: до трети от числа опрошенных трансгендерных людей хотя бы однажды совершали попытку самоубийства. Также исследователи отмечают, что попытки самоубийств наблюдаются чаще в группе трансгендерных подростков и молодых взрослых, нежели среди трансгендерных людей более старших возрастных групп.
Среди причин, объясняющих повышенную склонность к суициду у трансгендерных людей, исследователи выделяют депрессию, страх и злоупотребление психоактивными веществами. Наиболее тяжёлый стресс, особенно у трансгендерных подростков, вызывает отторжение родителей и высокий уровень дискриминации.
Опрос, проведённый в 2000 году среди около 6,5 тысяч американских трансгендерных людей, констатировал наличие проблем с поиском работы (44 %) или даже увольнение с текущего места работы (27 %) по причине трансгендерного статуса. Опрошенные трансгендерные люди заявляли о безработице в два раза чаще, чем это характерно для населения США в среднем, и лишь в 40 % случаев сообщали о наличии базовой медицинской страховки. Около 97 % опрошенных указали на наличие оскорблений, вербального унижения и физического насилия на рабочем месте по причинам, связанным с трансгендерностью.

## Профилактика суицида и проекты по предотвращению самоубийств
Профилактика самоубийств для ЛГБТ-людей направлена, прежде всего, на разработку стратегий уменьшения у человека психологических переживаний, связанных с его гомосексуальностью. Гомосексуальные люди, нуждающиеся в психологической поддержке, должны получить помощь специально обученного специалиста, хорошо осведомлённого в вопросах проблем и трудностей ЛГБТ, который не усугубит состояние пациента, основываясь на своих религиозных воззрениях или по иным причинам. Во многих странах открыты «горячие линии» и специальные кризисные центры для помощи ЛГБТ с суицидальными тенденциями.
Примерами широко известных проектов по предотвращению суицида среди ЛГБТ-подростков в США могут служить проекты Trevor Project и It Gets Better.
Альянсы геев и гетеросексуалов и ориентированная на ЛГБТ анти-буллинговая политика показали эффективность в предотвращении суицидальных мыслей и поведения у ЛГБТ-подростков. Государственная политика, поддерживающая права ЛГБТ, также может оказать положительное влияние на психическое здоровье и риск самоубийств среди ЛГБТ.
В России для поддержки ЛГБТ-подростков существует интернет-проект «Дети-404», инициированный журналисткой Еленой Климовой, написавшей в марте 2013 года серию статей на тему ЛГБТ-детей.

## В кинематографе
- Рубен (гол. Ruben) - голландский короткометражный фильм 2012 года [38].
- В Лос-Анджелесе был снят социальный ролик рекламирующий приют для ЛГБТ-подростков "Parents abandon him for being gay (в русском переводе более известен как "Подростка-гея не приняли родители")